# Parque García Sanabria

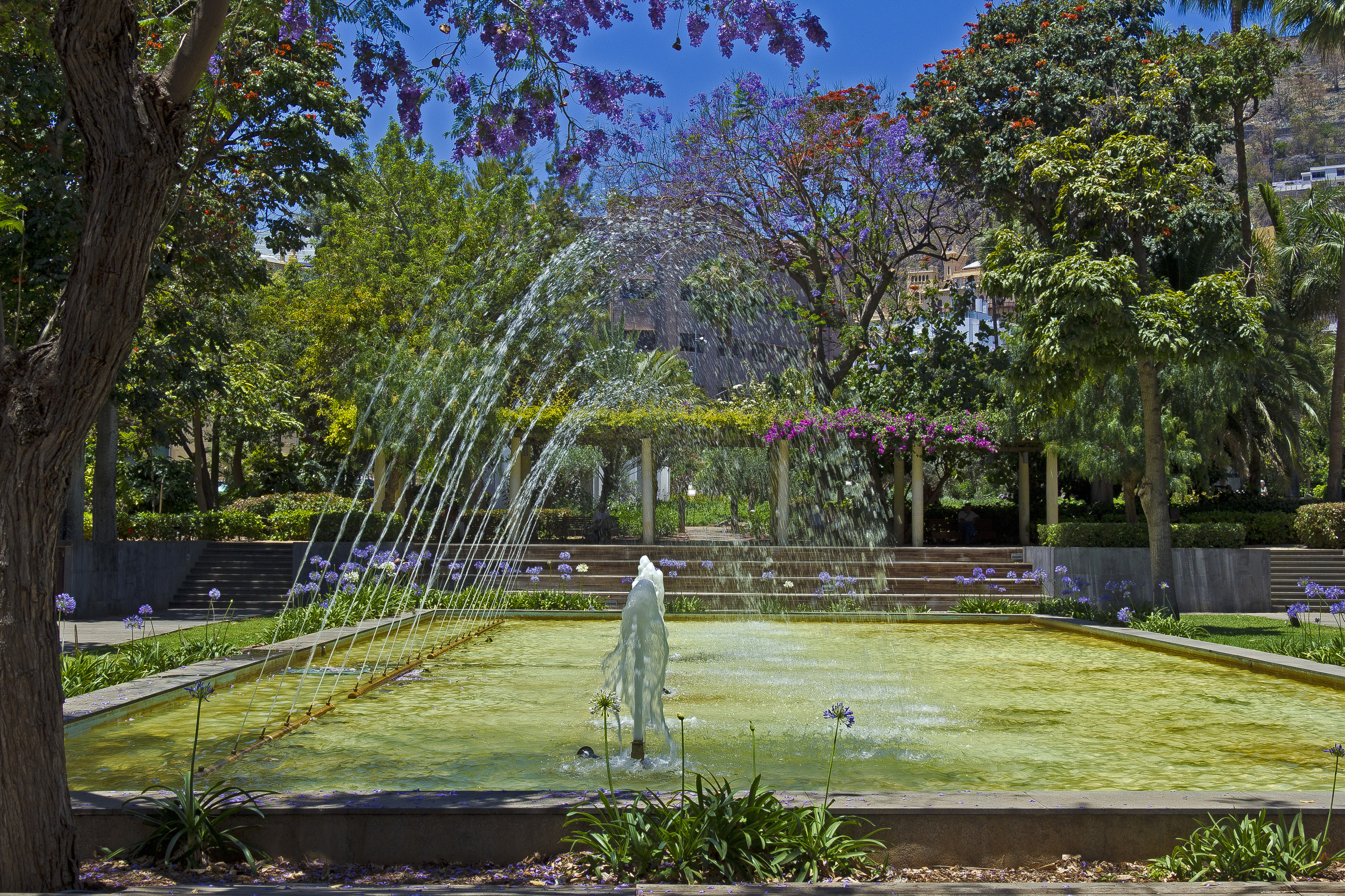
Parque García Sanabria

Parque García Sanabria is een stadspark in het hart van Santa Cruz de Tenerife (Tenerife, Canarische Eilanden, Spanje). Het werd in 1926 geopend. Parque García Sanabria is een grote tuin met fonteinen en architectonische aspecten. Het park staat op de lijst van culturele bezienswaardigheden van de overheid van de Canarische Eilanden.
Het draagt de naam van burgemeester Garcia Sanabria die de aanleg van het park goedkeurde. Parque García Sanabria is het grootste stadspark van de Canarische Eilanden. Het beslaat een oppervlakte van 67.230 vierkante meter. In 1973 vormde het park het decor voor een internationale beeldententoonstelling. Sommige beelden werden voor de gelegenheid gebruikt om de wandelpaden en hoeken van het park te versieren.

## Bloemenklok

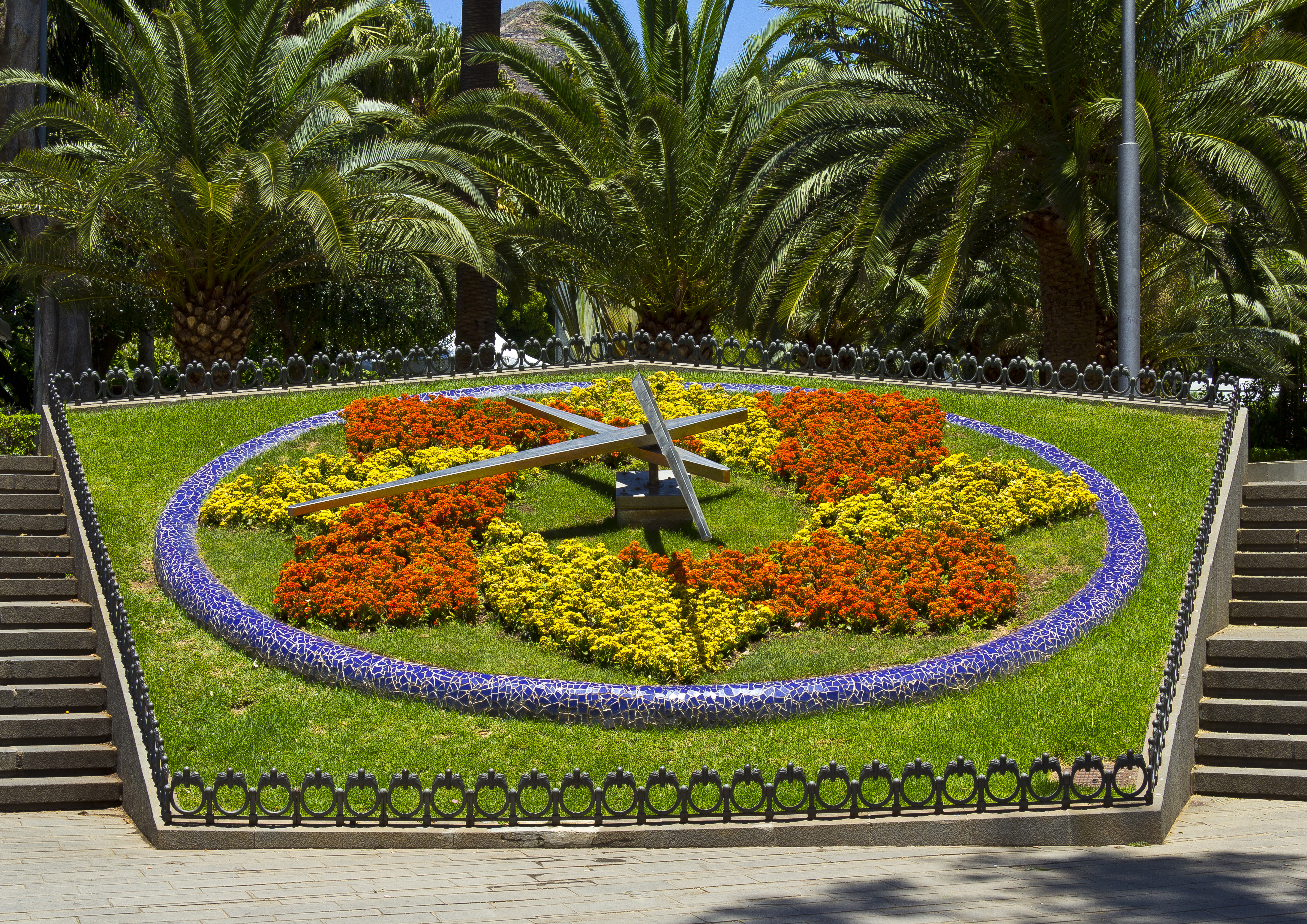
Bloemenklok

De bloemenklok van het park is van Zwitserse makelij en was in 1958 een geschenk van het Deense consulaat aan Tenerife. Twee trappen flankeren de bloemenklok met daarachter de centrale fontein. De bloemenklok wordt het hele jaar door voorzien van bloemen.

## Overige feiten
Naast het park ligt het Plaza Fernando Pessoa, wat wordt beschouwd als het enige sterrenbeeld plein van de Canarische Eilanden en waarschijnlijk van heel Spanje. Het plein symboliseert de stand van de sterren ten tijde van de stichting van Lissabon. De decoratie van het plein representeert de hemel op het moment dat de Portugese hoofdstad werd gesticht. De fonteinversiering symboliseert de stand van de planeten met op de achtergrond de sterrenbeelden.